# Dušan Zinaja
Dušan Zinaja (Budimpešta, 23. listopada 1893. – Poklek, 26. rujna 1948.) bio je hrvatski nogometaš, nogometni reprezentativac i izbornik. Dušanov brat Branko također je bio nogometni reprezentativac.

### Reprezentativna karijera
Za nogometnu reprezentaciju Kraljevine Jugoslavije odigrao je jednu utakmicu. Ta utakmica bila mu je prvi i jedini nastup za reprezentaciju jer ga je već iduće 1924. godine Jugoslavenski nogometni savez imenovao izbornikom. Zinaja je tako postao prvi bivši reprezentativac koji je obavljao dužnost izbornika reprezentacije. U razdoblju 1924./1925. tri puta je vodio reprezentaciju, sva tri puta bez pobede. Izgubio je dvije utakmice od Čehoslovačke, u Zagrebu (0:2) i u Pragu (0:7), te jednu od Italije u Padovi (1:2).